# Grand Prix de Macao de Formule 3 1994
Le Grand Prix de Macao de Formule 3 1994 est la 41e édition de l'épreuve macanaise réservée aux monoplaces de Formule 3. Elle s'est déroulée du 20 au 23 novembre 1994 sur le tracé urbain de Guia.

## Participants
Initialement engagée avec trois monoplaces, l'écurie d'Alan Docking Racing (en) a fait courir deux voitures. La no 19 n’apparaît donc pas dans la liste des engagés.
Le pilote Roberto Colciago n'est pas admis pour la course.
| No | Pilotes              | Voiture                  | Écurie                   |
| -- | -------------------- | ------------------------ | ------------------------ |
| 1  | Jörg Müller          | Dallara Fiat             | Marko RSM                |
| 2  | Pedro Couceiro       | Dallara Fiat             | Marko RSM                |
| 3  | Michael Krumm        | Tom's Toyota             | Tom's                    |
| 5  | Masami Kageyama      | Tom's Toyota             | Tom's                    |
| 6  | Jan Magnussen        | Dallara Honda-Mugen NB   | Paul Stewart Racing      |
| 7  | Dario Franchitti     | Dallara Honda-Mugen NB   | Paul Stewart Racing      |
| 8  | Kelvin Burt          | Dallara Honda-Mugen NB   | West Surrey Racing       |
| 9  | Vincent Radermecker  | Dallara Honda-Mugen NB   | West Surrey Racing       |
| 10 | Giancarlo Fisichella | Dallara Opel-Spiess (en) | RC Motorsport            |
| 11 | Roberto Colciago     | Dallara Opel-Spiess (en) | RC Motorsport            |
| 12 | Thomas Biagi         | Dallara Opel-Spiess      | Thomas Biagi             |
| 15 | Alexander Wurz       | Dallara Opel-Spiess      | GM Motorsport            |
| 16 | Arnd Meier           | Dallara Opel-Spiess      | GM Motorsport            |
| 17 | Richard Dean         | Dallara Opel-Spiess      | Tomei Sport Opel         |
| 18 | Gareth Rees          | Dallara Honda-Mugen NB   | Alan Docking Racing (en) |
| 20 | Stephen Watson       | Dallara Honda-Mugen NB   | Alan Docking Racing (en) |
| 22 | Ralf Schumacher      | Dallara Opel-Spiess      | Mild Seven WTS Racing    |
| 23 | Sascha Maassen       | Dallara Opel-Spiess      | Mild Seven WTS Racing    |
| 25 | Ricardo Rosset       | Dallara Honda-Mugen NB   | Team AJS                 |
| 26 | Gualter Salles       | Dallara Opel-Spiess      | Fortec Motorsport        |
| 28 | Ryo Michigami        | Dallara Toyota-Tom's     | Now Motor Sports         |
| 29 | Hidetoshi Mitsusada  | Dallara Toyota-Tom's     | Now Motor Sports         |
| 30 | Norberto Fontana     | Dallara Opel-Spiess      | KMS                      |
| 37 | Ruedi Schurter       | Dallara Opel-Spiess      | KMS                      |
| 32 | Philipp Peter        | Dallara Fiat             | Elf Team Formel 3        |
| 33 | Dino Morelli         | Dallara Fiat             | P1 Engineering           |
| 35 | Christian Abt        | Dallara Opel-Spiess      | Abt Motorsport           |
| 36 | Max Angelelli        | Dallara Volkswagen       | Volkswagen Motorsport    |
| 39 | Jo Zeller            | Dallara Fiat             | Jo Zeller Racing         |

## 1recourse
Qualification
| Ligne | Positions sur la grille de départ        | Positions sur la grille de départ        | Positions sur la grille de départ |
| ----- | ---------------------------------------- | ---------------------------------------- | --------------------------------- |
| 1re   | 1. Giancarlo Fisichella (2 min 19 s 470) | 2. Kelvin Burt (2 min 20 s 430)          |                                   |
| 2e    | 3. Max Angelelli (2 min 20 s 620)        | 4. Philipp Peter (2 min 20 s 710)        |                                   |
| 3e    | 5. Jan Magnussen (2 min 21 s 060)        | 6. Sascha Maassen (2 min 21 s 460)       |                                   |
| 4e    | 7. Michael Krumm (2 min 21 s 510)        | 8. Gualter Salles (2 min 21 s 520)       |                                   |
| 5e    | 9. Christian Abt (2 min 21 s 980)        | 10. Ricardo Rosset (2 min 22 s 010)      |                                   |
| 6e    | 11. Masami Kageyama (2 min 22 s 090)     | 12. Dario Franchitti (2 min 22 s 430)    |                                   |
| 7e    | 13. Norberto Fontana (2 min 22 s 790)    | 14. Arnd Meier (2 min 22 s 810)          |                                   |
| 8e    | 15. Gareth Rees (2 min 22 s 890)         | 16. Vincent Radermecker (2 min 22 s 910) |                                   |
| 9e    | 17. Jörg Müller (2 min 23 s 100)         | 18. Thomas Biagi (2 min 23 s 170)        |                                   |
| 10e   | 19. Dino Morelli (2 min 23 s 470)        | 20. Richard Dean (2 min 23 s 750)        |                                   |
| 11e   | 21. Hidetoshi Mitsusada (2 min 24 s 010) | 22. Alexander Wurz (2 min 24 s 190)      |                                   |
| 12e   | 23. Ryo Michigami (2 min 24 s 610)       | 24. Ralf Schumacher (2 min 24 s 880)     |                                   |
| 13e   | 25. Pedro Couceiro (2 min 25 s 700)      | 26. Jo Zeller (2 min 25 s 950)           |                                   |
| 14e   | 27. Ruedi Schurter (2 min 26 s 210)      | 28. Stephen Watson (2 min 26 s 750)      |                                   |

Résultat
| Pos. | no | Pilote               | Voiture             | Tours | Temps/Abd.      |
| ---- | -- | -------------------- | ------------------- | ----- | --------------- |
| 1    | 10 | Giancarlo Fisichella | Dallara Opel-Spiess | 12    | 30 min 58 s 080 |
| 2    | 23 | Sascha Maassen       | Dallara Opel-Spiess | 12    | + 0 s 980       |
| 3    | 8  | Kelvin Burt          | Dallara Honda-Mugen | 12    | + 5 s 400       |
| 4    | 22 | Ralf Schumacher      | Dallara Opel-Spiess | 12    | + 7 s 730       |
| 5    | 6  | Jan Magnussen        | Dallara Honda-Mugen | 12    | + 8 s 960       |
| 6    | 3  | Michael Krumm        | Tom's Toyota        | 12    | + 9 s 020       |
| 7    | 32 | Philipp Peter        | Dallara Fiat        | 12    | + 12 s 140      |
| 8    | 7  | Dario Franchitti     | Dallara Honda-Mugen | 12    | + 17 s 450      |
| 9    | 25 | Ricardo Rosset       | Dallara Honda-Mugen | 12    | + 22 s 400      |
| 10   | 33 | Dino Morelli         | Dallara Fiat        | 12    | + 26 s 320      |
| 11   | 12 | Thomas Biagi         | Dallara Opel-Spiess | 12    | + 27 s 570      |
| 12   | 16 | Arnd Meier           | Dallara Opel-Spiess | 12    | + 40 s 450      |
| 13   | 2  | Pedro Couceiro       | Dallara Fiat        | 12    | + 47 s 260      |
| 14   | 39 | Jo Zeller            | Dallara Fiat        | 12    | + 48 s 180      |
| 15   | 20 | Stephen Watson       | Dallara Honda-Mugen | 12    | + 50 s 540      |
| 16   | 37 | Ruedi Schurter       | Dallara Opel-Spiess | 12    | + 1 min 0 s 960 |
| 17   | 1  | Jörg Müller          | Dallara Fiat        | 11    | + 1 tour        |
| 18   | 15 | Alexander Wurz       | Dallara Opel-Spiess | 11    | + 1 tour        |

## 2ecourse
Qualification
| Ligne | Positions sur la grille de départ        | Positions sur la grille de départ        | Positions sur la grille de départ |
| ----- | ---------------------------------------- | ---------------------------------------- | --------------------------------- |
| 1re   | 1. Giancarlo Fisichella (2 min 17 s 960) | 2. Sascha Maassen (2 min 19 s 000)       |                                   |
| 2e    | 3. Jörg Müller (2 min 19 s 300)          | 4. Philipp Peter (2 min 19 s 400)        |                                   |
| 3e    | 5. Kelvin Burt (2 min 19 s 460)          | 6. Ralf Schumacher (2 min 19 s 710)      |                                   |
| 4e    | 7. Norberto Fontana (2 min 19 s 710)     | 8. Michael Krumm (2 min 19 s 830)        |                                   |
| 5e    | 9. Ricardo Rosset (2 min 19 s 900)       | 10. Max Angelelli (2 min 19 s 950)       |                                   |
| 6e    | 11. Gualter Salles (2 min 20 s 050)      | 12. Alexander Wurz (2 min 20 s 210)      |                                   |
| 7e    | 13. Dario Franchitti (2 min 20 s 570)    | 14. Christian Abt (2 min 20 s 740)       |                                   |
| 8e    | 15. Hidetoshi Mitsusada (2 min 20 s 760) | 16. Thomas Biagi (2 min 20 s 830)        |                                   |
| 9e    | 17. Dino Morelli (2 min 20 s 860)        | 18. Jan Magnussen (2 min 20 s 990)       |                                   |
| 10e   | 19. Gareth Rees (2 min 21 s 100)         | 20. Arnd Meier (2 min 21 s 360)          |                                   |
| 11e   | 21. Masami Kageyama (2 min 21 s 410)     | 22. Richard Dean (2 min 21 s 910)        |                                   |
| 12e   | 23. Pedro Couceiro (2 min 22 s 580)      | 24. Vincent Radermecker (2 min 22 s 610) |                                   |
| 13e   | 25. Ryo Michigami (2 min 22 s 950)       | 26. Stephen Watson (2 min 23 s 390)      |                                   |
| 14e   | 27. Ruedi Schurter (2 min 23 s 660)      | 28. Jo Zeller (2 min 23 s 780)           |                                   |

Résultat
Le meilleur tour est effectué par Gualter Salles (en) en 2 min 18 s 520 au 10e tour.
| Pos. | no | Pilote              | Voiture              | Tours | Temps/Abd        |
| ---- | -- | ------------------- | -------------------- | ----- | ---------------- |
| 1    | 6  | Jan Magnussen       | Dallara Honda-Mugen  | 15    | 35 min 3 s 170   |
| 2    | 8  | Kelvin Burt         | Dallara Honda-Mugen  | 15    | + 0 s 400        |
| 3    | 23 | Sascha Maassen      | Dallara Opel-Spiess  | 15    | + 1 s 520        |
| 4    | 3  | Michael Krumm       | Tom's Toyota         | 15    | + 9 s 410        |
| 5    | 22 | Ralf Schumacher     | Dallara Opel-Spiess  | 15    | + 10 s 350       |
| 6    | 7  | Dario Franchitti    | Dallara Honda-Mugen  | 15    | + 18 s 460       |
| 7    | 25 | Ricardo Rosset      | Dallara Honda-Mugen  | 15    | + 24 s 700       |
| 8    | 32 | Philipp Peter       | Dallara Fiat         | 15    | + 26 s 230       |
| 9    | 1  | Jörg Müller         | Dallara Fiat         | 15    | + 31 s 110       |
| 10   | 12 | Thomas Biagi        | Dallara Opel-Spiess  | 15    | + 32 s 600       |
| 11   | 36 | Max Angelelli       | Dallara Volkswagen   | 15    | + 38 s 720       |
| 12   | 16 | Arnd Meier          | Dallara Opel-Spiess  | 15    | + 39 s 070       |
| 13   | 15 | Alexander Wurz      | Dallara Opel-Spiess  | 15    | + 52 s 730       |
| 14   | 29 | Hidetoshi Mitsusada | Dallara Toyota-Tom's | 15    | + 53 s 890       |
| 15   | 5  | Masami Kageyama     | Tom's Toyota         | 15    | + 1 min 2 s 370  |
| 16   | 33 | Dino Morelli        | Dallara Fiat         | 15    | + 1 min 11 s 550 |
| 17   | 39 | Jo Zeller           | Dallara Fiat         | 15    | + 1 min 30 s 040 |
| 18   | 20 | Stephen Watson      | Dallara Honda-Mugen  | 15    | + 1 min 31 s 010 |

## Résultat final
| Pos. | no | Pilote           | Voiture             | Tours | Temps/Abd.        |
| ---- | -- | ---------------- | ------------------- | ----- | ----------------- |
| 1    | 23 | Sascha Maassen   | Dallara Opel-Spiess | 27    | 1 h 6 min 3 s 750 |
| 2    | 8  | Kelvin Burt      | Dallara Honda-Mugen | 27    | + 3 s 300         |
| 3    | 6  | Jan Magnussen    | Dallara Honda-Mugen | 27    | + 6 s 450         |
| 4    | 22 | Ralf Schumacher  | Dallara Opel-Spiess | 27    | + 15 s 580        |
| 5    | 3  | Michael Krumm    | Tom's Toyota        | 27    | + 15 s 930        |
| 6    | 7  | Dario Franchitti | Dallara Honda-Mugen | 27    | + 33 s 410        |
| 7    | 32 | Philipp Peter    | Dallara Fiat        | 27    | + 35 s 870        |
| 8    | 25 | Ricardo Rosset   | Dallara Honda-Mugen | 27    | + 44 s 600        |
| 9    | 12 | Thomas Biagi     | Dallara Opel-Spiess | 27    | + 57 s 660        |
| 10   | 16 | Arnd Meier       | Dallara Opel-Spiess | 27    | + 1 min 17 s 021  |
| 11   | 33 | Dino Morelli     | Dallara Fiat        | 27    | + 1 min 35 s 371  |
| 12   | 9  | Jo Zeller        | Dallara Fiat        | 27    | + 2 min 15 s 711  |
| 13   | 20 | Stephen Watson   | Dallara Honda-Mugen | 27    | + 2 min 19 s 041  |
| 14   | 1  | Jörg Müller      | Dallara Fiat        | 26    | + 1 tour          |
| 15   | 15 | Alexander Wurz   | Dallara Opel-Spiess | 26    | + 1 tour          |